# Кремницький Федір Іванович
Федір Іванович Кремницький (1887, село Семеновське Алатирського повіту Симбірської губернії, тепер Чувашська Республіка, Російська Федерація — 13 квітня 1932, Москва) — радянський партійний діяч, відповідальний секретар Чернігівського губернського комітету КП(б)У. Кандидат в члени ЦК КП(б)У в квітні 1923 — травні 1924 р. Член Центральної Контрольної Комісії КП(б)У в травні 1924 — грудні 1925 р. Кандидат в члени Президії Центральної Контрольної Комісії КП(б)У в травні 1924 — грудні 1925 р.

## Біографія
Народився в родині робітника-маляра. Систематичної освіти не мав. З 10 років працював підручним маляра на Сормовськом заводі у Нижньому Новгороді. З 1902 року працював бляхарем в ліхтарному цеху Сормовського заводу. У революційному русі з 1904 року, входив до складу більшовицької бойової дружини.
Член РСДРП(б) з 1905 року. З 1905 року брав участь в підпільній партійній роботі. У 1906 році заарештований і до 1907 року сидів в Нижегородській в'язниці. У 1907 році звільнений із заводу за революційну діяльність.
У 1908—1911 роках служив в російській армії, потім знову влаштувався на Сормовський завод. У 1914 році працював товаришем голови Сормовської лікарняної каси. Під час Першої світової війни у 1914 році призваний в російську армію, отримав чин унтер-офіцера.
Після Жовтневого перевороту 1917 року повернувся з армії в Нижній Новгород. З 1917 року — секретар президії Сормовської Ради робітничих депутатів.
У 1918 році — голова Сормовської Ради робітничих депутатів, голова Сормовського районного комітету РКП(б) міста Нижнього Новгорода. З 20 серпня 1918 року — комендант Нижегородського Кремля, член Нижегородського військово-революційного комітету.
У січні — липні 1920 року — член губернського комітету, секретар Нижегородського губернського комітету РКП(б). 19 липня — 20 листопада 1920 року — відповідальний секретар Нижегородського губернського комітету РКП(б).
З травня по жовтень 1921 року — відповідальний секретар Миколаївського губернського комітету КП(б)У.
У 1921—1924 роках — відповідальний секретар Чернігівського губернського комітету КП(б)У.
У 1924 — жовтні 1925 року — відповідальний секретар Забайкальського губернського комітету РКП(б).
З 1925 року — на відповідальній роботі в Костромі та Московській губернії.
Потім — персональний пенсіонер у Москві.